# ルートヴィヒ・ベルクシュトレッサー
ルートヴィヒ・ベルクシュトレッサー（Ludwig Bergsträsser, 1883年2月23日 - 1960年3月23日）は、ドイツの政治家。
アルザス（当時ドイツ帝国領、現フランス領）のアルトキルシュで生まれる。ドイツに移り、ドイツ民主党に所属していたが、ドイツ社会民主党に政党移動する。1945年にはヘッセン州の州首相となった。